# Młynok (rejon żytkowicki)
Młynok (biał. Млынок; ros. Млынок, Młynok; pol. hist. Młynek) – wieś na Białorusi, w obwodzie homelskim, w rejonie żytkowickim, w sielsowiecie Rudnia, nad na Hlinicą.